# إينيسا كرافيتس
إينيسا ميكولايفنا كرافيتس (الأوكرانية: Інесса Миколаївна Кравець ؛ من مواليد 5 أكتوبر 1966) لاعبة وثب ثلاثي وقفز طويل
أوكرانية سابقة، وهي حاملة الرقم القياسي العالمي، ويعد سجلها من أكثر السباقات ديمومة في ألعاب القوى النسائية، وكانت آخر انتصاراتها هي الوثب الطويل للسيدات في لقاء مدريد 2003 والوثب الثلاثي سيدات في دورة الألعاب الأولمبية 1996.

## روابط خارجية
- نبذة عن Inessa Kravets  على موقع الاتحاد الدولي لألعاب القوى
- "wulkana". - Leszek Albiniak. مؤرشف من الأصل في 2008-09-18. اطلع عليه بتاريخ 2007-07-28.

| السجلات            | السجلات                                                                    | السجلات                  |
| ------------------ | -------------------------------------------------------------------------- | ------------------------ |
| سبقه لي هويرونغ    | حاملة الرقم القياسي العالمي في الوثب الثلاثي 10 يونيو 1991 – 21 أغسطس 1993 | تبعه آنا بيريوكوفا       |
| سبقه آنا بيريوكوفا | حاملة الرقم القياسي العالمي في الوثب الثلاثي 10 أغسطس 1995 –               | تبعه الرقم صامد حتى الان |